# Divizia A (handbal masculin)
Divizia A de handbal masculin cunoscută și ca Divizia A este al doilea eșalon valoric al handbalului masculin românesc. Campionatul a fost înființat în anul 1966-67, ca Divizia B și a purtat alte diferite denumiri, iar forma actuală a fost fondată în 1997-98.

## Cronologia numelui
| Nume                                        | Perioada  |
| ------------------------------------------- | --------- |
| Divizia B                                   | 1966–1967 |
| Campionatul Republican Tineret              | 1981–1982 |
| Categoria B tineret                         | 1982–1984 |
| Campionatul Republican de Tineret Divizia B | 1984–1985 |
| Categoria B tineret                         | 1985–1990 |
| Categoria B                                 | 1990–1991 |
| Divizia B                                   | 1991–1997 |
| Divizia A                                   | 1997–     |

## Lista campioanelor din Divizia B(azi Divizia A) și echipelor promovate în Divizia A (azi Liga Națională)
| DIVIZIA B |             |                                  |                                 | | | |
| Ediția    | Sezon       | SERIA I                          | SERIA II                        | Note | | |
| Ediția 1  | 1966 – 1967 | TEXTILA Cisnădie                 | UNIVERSITATEA Cluj              | | | |
| Ediția 2  | 1967 – 1968 | POLITEHNICA Galați               | TIMIȘUL Lugoj                   | | | |
| Ediția 3  | 1968 – 1969 | Seria I: VOINȚA București        | Seria II: MINERUL Baia Mare     | | | |
| Ediția 4  | 1969 – 1970 | Seria I: POLITEHNICA Galați      | Seria II: ȘTIINȚA Lovrin        | | | |
| Ediția 5  | 1970 – 1971 | Seria I: TROTUȘUL Onești         | Seria II: INDEPENDENȚA Sibiu    | | | |
| Ediția 6  | 1971 – 1972 | Seria I: VOINȚA București        | Seria II: MINERUL Baia Mare     | | | |
| Ediția 7  | 1972 – 1973 | Seria I: SPORT CLUB Bacău        | Seria II: C.S.M. Reșița         | | | |
| Ediția 8  | 1973 – 1974 | Seria I: CAROM Onești            | Seria II: UNIVERSITATEA Craiova | | | |
| Ediția 9  | 1974 – 1975 | Seria I: RAFINĂRIA Teleajen      | Seria II: A.S.A. Târgu Mureș    | | | |
| Ediția 10 | 1975 – 1976 | Seria I: RELONUL Săvinești       | Seria II: GLORIA Arad           | | | |
| Ediția 11 | 1976 – 1977 | U. CLUJ                          | RELONUL SĂVINEȘTI               | Divizia A se reduce la 10 echipe. Baraj cu patru echipe se califică campioanele seriilor, iar după baraj și: UNIVERSITATEA Craiova, INDEPENDENȚA Sibiu. | Divizia A se reduce la 10 echipe. Baraj cu patru echipe se califică campioanele seriilor, iar după baraj și: UNIVERSITATEA Craiova, INDEPENDENȚA Sibiu. | Divizia A se reduce la 10 echipe. Baraj cu patru echipe se califică campioanele seriilor, iar după baraj și: UNIVERSITATEA Craiova, INDEPENDENȚA Sibiu. |
| Ediția 12 | 1977 – 1978 | Seria I: UNIVERSITATEA București | Seria II: UNIVERSITATEA Craiova | Două serii a 10 echipe | | |
| Ediția 13 | 1978 – 1979 | Seria I: DINAMO Brașov           | Seria II: INDEPENDENȚA Sibiu    | | | |
| Ediția 14 | 1979 – 1980 | Seria I: RELONUL Săvinești       | Seria II: UNIVERSITATEA Craiova | | | |
| Ediția 15 | 1980 – 1981 | Seria I: PETROLUL Teleajen       | Seria II: UNIVERSITATEA Cluj    | Divizia A revine la 12 echipe. Promovează direct campioanele seriilor, iar după baraj și: 1. Univ Craiova, 2. Constructorul CSU Oradea                  | Divizia A revine la 12 echipe. Promovează direct campioanele seriilor, iar după baraj și: 1. Univ Craiova, 2. Constructorul CSU Oradea                  | Divizia A revine la 12 echipe. Promovează direct campioanele seriilor, iar după baraj și: 1. Univ Craiova, 2. Constructorul CSU Oradea                  |

| CAMPIONATUL REPUBLICAN TINERET |             |                          |                                      |                                                             |
| Ediția                         | Sezon       | SERIA I                  | SERIA II                             | Note                                                        |
| Ediția 16                      | 1981 – 1982 | Seria I: C.S.M. Borzești | Seria II: INDEPENDENȚA CARPAȚI Mârsa | Două serii a 12 echipe, maxim doi jucători peste 25 de ani. |

| Categoria B tineret |             |                           |                                 |                                      |
| Ediția              | Sezon       | SERIA I                   | SERIA II                        | Note                                 |
| Ediția 17           | 1982 – 1983 | Seria I: TRACTORUL Brașov | Seria II: MINERUL Cavnic        | Maxim trei jucători peste 25 de ani. |
| Ediția 18           | 1983 – 1984 | Seria I: ȘTIINȚA Bacău    | Seria II: UNIVERSITATEA Craiova |                                      |

| Campionatul Republican de Tineret Divizia B |             |                            |                            |      |
| Ediția                                      | Sezon       | SERIA I                    | SERIA II                   | Note |
| Ediția 19                                   | 1984 – 1985 | Seria I: RELONUL Săvinești | Seria II: METALUL Bistrița |      |

| Categoria B tineret |                |                                     |                                    | | | |
| Ediția              | Sezon          | SERIA I                             | SERIA II                           | Note | | |
| Ediția 20           | 1985 – 1986 () | Seria I: DACIA Pitești              | Seria II: ELECTROMUREȘ Târgu Mureș | | | |
| Ediția 21           | 1986 – 1987    | Seria I: RELONUL Săvinești          | Seria II: UNIVERSITATEA Cluj       | | | |
| Ediția 22           | 1987 – 1988    | Seria I: COMERȚUL Sânnicolau Mare   | Seria II: TRACTORUL Brașov         | | | |
| Ediția 23           | 1988 – 1989    | Seria I: HIDROTEHNICA Constanța     | Seria II: STRUNGUL Arad            | | | |
| Ediția 24           | 1989 – 1990    | Seria I: INDEPENDENȚA CARPAȚI Mârsa | Seria II: MECON Iași               | Baraj de 4 patru echipe, s-au mai calificat de pe locul 3 PETROLUL Teleajen și de pe 4 CONSTRUCTORUL Oradea. Maxim trei jucători peste 25 de ani. | Baraj de 4 patru echipe, s-au mai calificat de pe locul 3 PETROLUL Teleajen și de pe 4 CONSTRUCTORUL Oradea. Maxim trei jucători peste 25 de ani. | Baraj de 4 patru echipe, s-au mai calificat de pe locul 3 PETROLUL Teleajen și de pe 4 CONSTRUCTORUL Oradea. Maxim trei jucători peste 25 de ani. |

| Categoria B |             |                        |                             |                                                                                        |                                                                                        |                                                                                        |
| Ediția      | Sezon       | SERIA I                | SERIA II                    | Note                                                                                   |                                                                                        |                                                                                        |
| Ediția 25   | 1990 – 1991 | Seria I: DINAMO Brașov | Seria II: RELONUL Săvinești | Baraj de patru echipe și s-au mai calificat: pe 3 DACIA Pitești, pe 4 METALUL Bistrița | Baraj de patru echipe și s-au mai calificat: pe 3 DACIA Pitești, pe 4 METALUL Bistrița | Baraj de patru echipe și s-au mai calificat: pe 3 DACIA Pitești, pe 4 METALUL Bistrița |

| Divizia B |             | | |                                                                             |
| Ediția    | Sezon       | SERIA I | SERIA II | Note                                                                        |
| Ediția 26 | 1991 – 1992 | Nu sunt date | Nu sunt date | Nu sunt date                                                                |
| Ediția 27 | 1992 – 1993 | Seria I: METALUL TIMIȘ Lugoj                                                                                    | Seria II: POLITEHNICA MECON Iași                                                                                | Baraj de patru echipe, pe locul 3 CONSTRUCTORUL Oradea, pe 4 ARTIC Găești   |
| Ediția 28 | 1993 – 1994 | Retrogradează trei echipe, promovează 3 după baraj. 1. C.S.U. RAPID Galați 2. TRACTORUL Brașov 3. DACIA Pitești | Retrogradează trei echipe, promovează 3 după baraj. 1. C.S.U. RAPID Galați 2. TRACTORUL Brașov 3. DACIA Pitești |                                                                             |
| Ediția 29 | 1994 – 1995 | Seria I: SOLAR București                                                                                        | Seria II: DINAMO Brașov                                                                                         |                                                                             |
| Ediția 30 | 1995 – 1996 | Seria I: PANDURII – PINOASA Târgu Jiu                                                                           | Seria II: DACIA Pitesti                                                                                         | Baraj cu patru echipe, pe locul 3 C.S.U. RAPID Galați, pe 4 MINIERUL Cavnic |
| Ediția 31 | 1996 – 1997 | Seria I: UNIVERSITATEA M.U. Bacău                                                                               | Seria II: POLITEHNICA Timișoara                                                                                 |                                                                             |

## Lista campioanelor Diviziei A
| Divizia A |             | | | | | |
| Ediția    | Sezon       | SERIA I | SERIA II | Note | | |
| 32        | 1997 – 1998 | Seria I: H.C. Portul Constanța | Seria II: UNIVERSITATEA C.U.G. Cluj | | | |
| 33        | 1998 – 1999 | Seria I: UNIVERSITATEA PETROLUL Craiova | Seria II: CONSTRUCTORUL C.S.U. Oradea | | | |
| 34        | 1999 – 2000 | Seria I: C.S.U. ULPIMEX Galați | Seria II: UNIVERSITATEA POLI Timișoara | | | |
| 35        | 2000 – 2001 | Seria I: PANDURII – PINOASA Târgu Jiu | Seria II: UNIVERSITATEA H.C.M. Bacău | | | |
| 36        | 2001-2002   | Baraj de patru echipe. Au promovat: 1. UNIVERSITATEA PETROLUL Craiova 2. C.S.AMBRO Bucovina – Suceava 3. A.C. Sighișoara 4. UNIVERSITATEA Reșița | Baraj de patru echipe. Au promovat: 1. UNIVERSITATEA PETROLUL Craiova 2. C.S.AMBRO Bucovina – Suceava 3. A.C. Sighișoara 4. UNIVERSITATEA Reșița | Baraj de patru echipe. Au promovat: 1. UNIVERSITATEA PETROLUL Craiova 2. C.S.AMBRO Bucovina – Suceava 3. A.C. Sighișoara 4. UNIVERSITATEA Reșița | | |
| 37        | 2002 – 2003 | 1. POLITEHNICA Iași | 2. H.C.SAFILAR Arad | În LIGA NAȚIONALĂ se mărește numărul echipelor de la 12 la 14. Promovează direct capii de serie din Divizia A: Promovează după baraj pe locurile 11 și 12 cu locul II Divizia A: 3. C.S.H &V. UNIVERSITATEA Pitești 4. UNIVERSITATEA Bucovina Suceava | În LIGA NAȚIONALĂ se mărește numărul echipelor de la 12 la 14. Promovează direct capii de serie din Divizia A: Promovează după baraj pe locurile 11 și 12 cu locul II Divizia A: 3. C.S.H &V. UNIVERSITATEA Pitești 4. UNIVERSITATEA Bucovina Suceava | În LIGA NAȚIONALĂ se mărește numărul echipelor de la 12 la 14. Promovează direct capii de serie din Divizia A: Promovează după baraj pe locurile 11 și 12 cu locul II Divizia A: 3. C.S.H &V. UNIVERSITATEA Pitești 4. UNIVERSITATEA Bucovina Suceava |
| 38        | 2003 – 2004 | 1. CSM Medgidia | 2. Universitatea Reșița | Promovează după baraj pe locurile 11 și 12 cu locul II Divizia A: 3. DINAMO Brașov 4. UNIVERSITATEA Bucovina Suceava | Promovează după baraj pe locurile 11 și 12 cu locul II Divizia A: 3. DINAMO Brașov 4. UNIVERSITATEA Bucovina Suceava | Promovează după baraj pe locurile 11 și 12 cu locul II Divizia A: 3. DINAMO Brașov 4. UNIVERSITATEA Bucovina Suceava |
| 39        | 2004-2005   | 1. ROMVAG Caracal | 2. CSM Oradea | Promovează după baraj pe locurile 11 și 12 în Liga cu locurile 2 în Divizia A : 1. DINAMO Brașov 2. POLITEHNICA Iași | Promovează după baraj pe locurile 11 și 12 în Liga cu locurile 2 în Divizia A : 1. DINAMO Brașov 2. POLITEHNICA Iași | Promovează după baraj pe locurile 11 și 12 în Liga cu locurile 2 în Divizia A : 1. DINAMO Brașov 2. POLITEHNICA Iași |

| 40 | 2005-2006 | locul 1 Seria Vest HCM CSM Bistrița | loc 1 Seria Est UNIV. BUCOVINA Suceava | Rămân în Liga Națională după un baraj al echipelor clasate pe locurile 11-14: 1. DINAMO București 2. POLITEHNICA Iași. Retrogradează: ROMVAG Caracal și CSM Oradea. | Rămân în Liga Națională după un baraj al echipelor clasate pe locurile 11-14: 1. DINAMO București 2. POLITEHNICA Iași. Retrogradează: ROMVAG Caracal și CSM Oradea. | Rămân în Liga Națională după un baraj al echipelor clasate pe locurile 11-14: 1. DINAMO București 2. POLITEHNICA Iași. Retrogradează: ROMVAG Caracal și CSM Oradea. |

| 41 | 2006-2007 | ȘTINȚA MUNICIPAL DEDEMAN BACĂU | ROMVAG CARACAL | HC ODORHEI | Au promovat după baraj CSM D & C ORADEA | Au promovat după baraj CSM D & C ORADEA | Au promovat după baraj CSM D & C ORADEA |

| 42 | 2007 – 2008 | Univ. Galați                      | HC SAFILAR ARAD   | CS H&V PITEȘTI        | UNIV. TRANSILVANIA CLUJ | Turneu de baraj între cîștigătoarele celor patru serii. Au promovat după baraj echipele din PITEȘTI și CLUJ | Turneu de baraj între cîștigătoarele celor patru serii. Au promovat după baraj echipele din PITEȘTI și CLUJ | Turneu de baraj între cîștigătoarele celor patru serii. Au promovat după baraj echipele din PITEȘTI și CLUJ | Turneu de baraj între cîștigătoarele celor patru serii. Au promovat după baraj echipele din PITEȘTI și CLUJ | Turneu de baraj între cîștigătoarele celor patru serii. Au promovat după baraj echipele din PITEȘTI și CLUJ               |
| 43 | 2008 – 2009 | SATU MARE                         | SCM ROMCRI BRASOV | UNIVERSITATEA CRAIOVA | UZTEL PLOIEȘTI          | Turneu de baraj între cîștigătoarele celor patru serii: Promovează după baraj echipele: CSM SATU MARE, SCM ROM-CRI BRAȘOV                                                                                                 | Turneu de baraj între cîștigătoarele celor patru serii: Promovează după baraj echipele: CSM SATU MARE, SCM ROM-CRI BRAȘOV                                                                                                 | Turneu de baraj între cîștigătoarele celor patru serii: Promovează după baraj echipele: CSM SATU MARE, SCM ROM-CRI BRAȘOV                                                                                                 | Turneu de baraj între cîștigătoarele celor patru serii: Promovează după baraj echipele: CSM SATU MARE, SCM ROM-CRI BRAȘOV                                                                                                 | Turneu de baraj între cîștigătoarele celor patru serii: Promovează după baraj echipele: CSM SATU MARE, SCM ROM-CRI BRAȘOV |
| 44 | 2009-2010   | CSM București                     | CSM Oradea        | Universitatea Galați  | Craiova                 | Turneu de baraj între câștigătoarele celor 4 serii din Divizia A. Promovează în Liga Națională (2010-2011) locul I CSM București și locul II CSM Oradea. Locul III și IV Universitatea Galați și Craiova - Nu se califică | Turneu de baraj între câștigătoarele celor 4 serii din Divizia A. Promovează în Liga Națională (2010-2011) locul I CSM București și locul II CSM Oradea. Locul III și IV Universitatea Galați și Craiova - Nu se califică | Turneu de baraj între câștigătoarele celor 4 serii din Divizia A. Promovează în Liga Națională (2010-2011) locul I CSM București și locul II CSM Oradea. Locul III și IV Universitatea Galați și Craiova - Nu se califică | Turneu de baraj între câștigătoarele celor 4 serii din Divizia A. Promovează în Liga Națională (2010-2011) locul I CSM București și locul II CSM Oradea. Locul III și IV Universitatea Galați și Craiova - Nu se califică | |
| 45 | 2010-2011   | PETROLUL Teleajen Lukoil Ploiești | Potaisa Turda     | HCM Făgăraș           | HCM Vaslui              | Turneu de baraj între câștigătoarele celor 4 serii. Promovează: loc 1.PETROLUL Teleajen, Lukoil Ploiești, 2 Potaisa Turda. Nu au promovat: locul 3 HCM Făgăraș; loc 4 HCM Vaslui                                          | | | | |

| Ediția | Sezon     | SERIA I                           | SERIA II      | Note |
| ------ | --------- | --------------------------------- | ------------- | ---- |
| 46     | 2010-2011 | Univ. Transilvania Cluj Napoca și | CSM Ploiești. |      |
| 47     | 2012-2013 | CSA Steaua București              | HC Baia Mare. |      |
| 48     | 2013-2014 | HC Dunărea Călărași               | HC Vaslui     |      |
| 49     | 2014-2015 |                                   |               |      |
| 50     | 2015-2016 |                                   |               |      |
| 51     | 2016-2017 |                                   |               |      |
| 52     | 2017-2018 | Știința Municipal Bacău           | CSM Oradea    |      |

| Ediția | Sezon     | SERIA I    | SERIA II       | SERIA III   | SERIA IV       | Note                                   |
| ------ | --------- | ---------- | -------------- | ----------- | -------------- | -------------------------------------- |
| 53     | 2018-2019 | CSM Vaslui | CSM Alexandria | CSMȘ Reșița | HCM Sighișoara | Au promovat CSM Vaslui și CSMȘ Reșița. |
| 54     | 2019-2020 |            |                |             |                |                                        |
| 55     | 2020-2021 |            |                |             |                |                                        |
| 56     | 2021-2022 |            |                |             |                |                                        |
| 57     | 2022-2023 |            |                |             |                |                                        |
| 58     | 2023-2024 |            |                |             |                |                                        |

| Ediția | Sezon     | Seria A                      | Seria B        | Note                                                    |
| ------ | --------- | ---------------------------- | -------------- | ------------------------------------------------------- |
| 59     | 2024-2025 | CS Universitatea Cluj-Napoca | CSM Sighișoara | Au mai promovat: 3. CSM Oradea, 4. CSO Teutonii Ghimbav |